# Wąsoskie Holendry
Wąsoskie Holendry – część wsi Wąsosze w Polsce, położona w województwie wielkopolskim, w powiecie konińskim, w gminie Ślesin, wchodzi w skład sołectwa Wąsosze.
W latach 1975–1998 Wąsoskie Holendry należały administracyjnie do województwa konińskiego.

## Zobacz teś
- Wąsosz
- Wąsosze